# Khu dự trữ sinh quyển Roztochya
Khu dự trữ sinh quyển Roztochya (tiếng Ukraina: Розточчя, Roztochia hoặc Roztochya) là một khu dự trữ sinh quyển thế giới của UNESCO được thành lập vào năm 2011. Nó nằm tại vùng vùng đất cao Podolia, cách thành phố Lviv khoảng 20 km với diện tích khoảng 74.800 ha. Nó được biết đến với những hồ nước, rừng cây sồi, thông cùng những đồng cỏ ngập nước. Theo thống kê thì tại đây có 885 loài thực vật có mạch, 212 loài thân thảo, 65 loài cỏ dại và 20 loài tảo.